# Homero Guaglianone
Víctor Homero Guaglianone (ur. 24 sierpnia 1937) – piłkarz urugwajski, prawy pomocnik, napastnik.
Jako piłkarz klubu Montevideo Wanderers wziął udział w turnieju Copa América 1959, gdzie Urugwaj zajął przedostatnie, szóste miejsce. Guaglianone zagrał w dwóch meczach – z Boliwią (zdobył bramkę, po czym w przerwie zastąpił go Vladas Douksas) i Chile (tylko w drugiej połowie – w przerwie zastąpił Vladasa Douksasa).
W 1959 roku jako gracz klubu Wanderers został królem strzelców pierwszej ligi urugwajskiej.
Następnie wziął udział w ekwadorskim turnieju Copa América 1959, gdzie Urugwaj zdobył tytuł mistrza Ameryki Południowej. Guaglianone zagrał tylko w meczu z Ekwadorem, gdzie w 65 minucie zmienił na boisku Mario Bergarę.
W 1960 roku wyjechał do Włoch, gdzie wystąpił tylko w jednym meczu w barwach klubu S.S. Lazio, po czym w 1961 roku wrócił do ojczyzny, by na krótko zawitać do klubu Club Nacional de Football. W 1962 roku Guaglianone razem z klubem Wanderers zdobył mistrzostwo drugiej ligi urugwajskiej oraz został królem strzelców drugiej ligi.
Później Guaglianone grał kolejno w ekwadorskim klubie AD 9 de Octubre i w wenezuelskim klubie Galicia Caracas. Następnie znów grał w Urugwaju, w klubie Danubio FC, skąd potem przeniósł się do Kolumbii, by przywdziać strój klubu Atlético Bucaramanga. Gdy kończył karierę piłkarską, był graczem klubu Colón Fútbol Club.
Od 8 marca 1959 roku do 13 lipca 1960 roku Guaglianone rozegrał w reprezentacji Urugwaju 8 meczów i zdobył 4 bramki.